# Condado de Trego
O Condado de Trego é um dos 105 condados do estado americano de Kansas. A sede do condado é WaKeeney, e sua maior cidade é WaKeeney. O condado possui uma área de 2 328 km² (dos quais 28 km² estão cobertos por água), uma população de 3,319 habitantes, e uma densidade populacional de 1 hab/km² (segundo o censo nacional de 2000). O condado foi fundado em 26 de fevereiro de 1867.